# Пињано (Авелино)
Пињано је насеље у Италији у округу Авелино, региону Кампанија.
Према процени из 2011. у насељу је живело 345 становника. Насеље се налази на надморској висини од 205 м.